# Высшая неверность
Высшая неверность (итал. Alta infedeltà) — итало-французская кинокомедия из четырех новелл, снятая режиссерами Марио Моничелли, Элио Петри, Франко Росси и Лучано Сальче.

## Сюжет
- Скандалист: Франческо является патологическим ревнивцем относительно своей жены Раффаэллы. Новелла рассказывает о том как Франческо пытается разоблачить очередного любовника своей жены.
- Грех во второй половине дня: Лаура всеми методами пытается изменить своему мужу Джулио. Она организовывает свидание с любовником, который ошибочно оказался ее мужем.
- Вздох: Глория ревнует своего мужа Паоло, но, в тот день, когда он идет по делам, изменяет ему со своим лучшим другом Тонино.
- Современные люди: Чезаре теряет все свои деньги, играя в карты, чтобы оплатить долги, принимает условие — он должен победить.